# 茲維奧茲多奇卡 (薩哈共和國)
兹维奥兹多奇卡（羅馬化：Zvyozdochka）是俄罗斯萨哈共和国的市级镇，属乌斯季马亚区，在区行政中心乌斯季马亚东、共和国首府雅库茨克东南方向。
该地2021年人口有371人；2010年人口408；2002年人口566；1989年人口662。